# Eurico Miranda
Eurico Ângelo de Oliveira Miranda (Rio de Janeiro, 7 de junho de 1944 – Rio de Janeiro, 12 de março de 2019) foi um político, fisioterapeuta, jurista e cartola esportivo brasileiro. Foi o mais conhecido e emblemático dirigente da história do Club de Regatas Vasco da Gama, exercendo o mandato de presidente por duas vezes, de janeiro de 2001 a junho de 2008, e de dezembro de 2014 a janeiro de 2018. Também ocupou os cargos de diretor de futebol e vice-presidente de futebol do Vasco entre 1986 e 2000, tendo participado diretamente de um dos períodos mais vitoriosos da história do clube. Além disso, foi diretor de futebol da CBF em 1989. Entre as principais conquistas de sua carreira, estão o Campeonato Brasileiro de 1989, a Copa América de 1989, o Campeonato Brasileiro de 1997, a Libertadores de 1998, o Campeonato Brasileiro de 2000 e a Copa Mercosul de 2000.

## Biografia
Eurico Miranda era filho de portugueses, Álvaro e Alexandra, naturais do concelho de Arouca, concelho da Grande Área Metropolitana do Porto, que, na década de 1930, emigraram para o Brasil, fugindo do regime de António Salazar.
Criado na zona sul do Rio de Janeiro, estudou no Colégio Santo Inácio, em Botafogo, um colégio jesuíta frequentado por boa parte da elite carioca. Acabou por ser convidado a se retirar do colégio por causa de brigas e por sempre ir com a camisa do Vasco por cima do uniforme, o que não era permitido.
Passou no vestibular para Fisioterapia. Eurico formou-se em fisioterapia e chegou a exercer a profissão antes de decidir ingressar na Faculdade de Direito da Pontifícia Universidade Católica do Rio de Janeiro.
Foi casado com Sylvia Miranda, com quem teve quatro filhos: Mário Angelo Brandão de Oliveira Miranda, Eurico Angelo Brandão de Oliveira Miranda (conhecido como Euriquinho), Álvaro Brandão de Oliveira Miranda e Sylvia Alexandra Brandão Miranda Salviano Gomes.
Eurico afirmava que o seu charuto era uma forma de demonstrar poder.

## O início de Eurico no Vasco
Foi durante o curso de direito que Eurico, então com 23 anos, ingressou nas atividades administrativas do Club de Regatas Vasco da Gama, sendo Diretor de Cadastro em 1967.
Em 1969, o presidente do Vasco da Gama era Reinaldo de Matos Reis, que não agradava à maioria dos conselheiros, mas que era defendido por Eurico, então já vice-presidente de Patrimônio. Foi realizada uma reunião na sede náutica do clube, na Lagoa Rodrigo de Freitas, para decidir a cassação do seu mandato. Porém houve uma falha de energia e a reunião foi então adiada. No dia seguinte, o jornal O Globo publicou uma fotografia que mostrava uma mão desligando o quadro de energia. O título da reportagem era: "A mão de Eurico". Eurico entrava assim, de forma polêmica, para a política ativa do clube.
Apesar do episódio, Reinaldo de Matos Reis acabou por perder a presidência. Assumiu Agathyrno da Silva Gomes, então vice-presidente, em mandato interino até o fim de 1970. Eurico mais tarde passou a participar da administração de Agarthyno, apoiando-o. Porém em 1976 passou para a oposição do clube e apoiou a candidatura de Medrado Dias. O seu candidato acabou perdendo as eleições. Nesta época, Eurico ainda mantinha um escritório de advocacia, mas cada vez mais se dedicava à política do clube.
Em 1979, foi formada a chapa União Vascaína, que contava com Olavo Monteiro de Carvalho, Pedro Valente, Alberto Pires Ribeiro, Amadeo Pinto da Rocha e Antônio Soares Calçada, para além de Eurico Miranda. O grupo foi batizado de "Seis Homens de Ouro" e tinha como objetivo assumir a presidência do clube, há 10 anos entregue a Agarthyno. O objetivo foi alcançado e em 1980 Alberto Pires Ribeiro tornou-se o 40º presidente da história do clube e Eurico passou a ser o seu assessor especial e foi nomeado representante do clube na FERJ.

### A participação de Eurico na volta de Roberto Dinamite (1980)
Antes do início da temporada de 1980, o ídolo vascaíno foi vendido para o Barcelona da Espanha, apesar da discordância de Eurico Miranda, então assessor especial da presidência.
O dirigente fez de tudo para que Roberto Dinamite não fosse e tinha especial cuidado em transmitir para os espanhóis cada exigência de Jurema, mulher do artilheiro, torcendo por uma contestação para melar negócio. Tudo, no entanto, foi aceito e Roberto partiu para a Europa. A passagem do artilheiro por lá, entretanto, foi prejudicada pela saída do treinador que o havia indicado, o húngaro László Kubala, e a pouca disposição de seu substituto Helenio Herrera, em aproveitá-lo no elenco. Sabedor das dificuldades pelas quais goleador passara no Velho Mundo, o Flamengo partiu para a sua contratação. Roberto firmou um pré-contrato com o rubro-negro.
A notícia surgiu como uma bomba na imprensa carioca. Dirigentes do Vasco haviam dito ao clube espanhol que, entre ter Roberto de volta e receber as parcelas restantes do valor acertado na venda, preferiam a segunda hipótese. Nesse momento, Roberto negociava com o Flamengo e a mídia já tratava como praticamente certa sua ida ao rubro-negro. Dinamite deu uma entrevista afirmando que seria um prazer jogar ao lado de Zico. Eurico Miranda não se conformou. Articulou-se internamente para convencer a parcela da diretoria que não via com bons olhos o retorno do atleta, e, autorizado pelo presidente do clube, Alberto Pires Ribeiro, o dirigente voou Espanha com duas missões: desfazer o negócio do artilheiro com o Flamengo e trazer de volta para casa o ídolo da massa vascaína.
Chegando à Europa, enfrentou o empresário responsável pela intermediação do negócio com o Fla. Ignorando qualquer acerto do jogador, afirmou que, para voltar ao Brasil, o destino de Roberto só poderia ser o Vasco. No papo com o ídolo, as coisas se acertaram mais facilmente. O dirigente levou à Espanha uma camisa do Vasco, entregou-a ao artilheiro e tratou da parte financeira com Jurema. Organizou em seguida toda a logística necessária com vistas ao retorno Dinamite. O Vasco conseguiu, a tempo, a inscrição de Roberto no Campeonato Brasileiro.
Isso deu a Eurico mais poder político e nas eleições para presidência para o triênio 1983-1986, Eurico separou-se dos "Seis Homens de Ouro" e concorreu contra outro membro do grupo, Antônio Soares Calçada. Porém, perdeu as eleições. Três anos mais tarde voltou a concorrer, e perde novamente para Calçada.

## Eurico no futebol do Vasco

### A aliança com Calçada (1986)
Em 1986, Antônio Soares Calçada, na intenção de apaziguar o clube, decidiu convidar Eurico Miranda - opositor até então - para assumir o cargo de vice-presidente de futebol. Eurico aceita o convite, porém exige que tenha total autonomia na gestão do departamento, sem interferência externa. Calçada aceita, e Eurico passa a ser o responsável por gerir o futebol do Vasco da Gama.

### Os primeiros anos (1986–1990)
Logo no ano seguinte, em 1987, o Vasco conquista o Campeonato Carioca em cima do Flamengo, após 5 anos de jejum. Em 1988, consegue o Bicampeonato Carioca, algo que não acontecia desde os anos 1950, novamente vencendo o Flamengo na final. Essa partida ficou marcada pelo gol do jogador Cocada, marcado no fim do jogo. Em 1989, o Vasco volta a vencer o Campeonato Brasileiro após 15 anos, vencendo o São Paulo no Morumbi por 1 a 0, com um gol de Sorato. Esse ano também ficou marcado pela participação da dupla Eurico e Calçada na transferência do atacante Bebeto, do Flamengo, para o Vasco. Muitos consideram esta uma das maiores contratações da história do futebol brasileiro. Também em 1989, Eurico tornou-se diretor de futebol da Seleção Brasileira e conquistou a Copa América, título que tirou o Brasil de um jejum de quarenta anos sem conquistar o mesmo. Em certo momento, a CBF exigiu que Eurico deixasse o Vasco da Gama para continuar como diretor de futebol da seleção. O dirigente, entretanto, optou continuar no Vasco, e deixou a Seleção Brasileira.
Em 1990, Vasco da Gama e Atlético Nacional, da Colômbia, se enfrentaram pelas quartas de final da Taça Libertadores. O primeiro jogo foi um 0x0 no Maracanã. No jogo de volta, o Atlético Nacional venceu por 2 a 0. Essa partida, ocorrida na Colômbia, no entanto, ficou marcada por ameaças, suborno à equipe de arbitragem. O time colombiano, supostamente, era financiado pelo Cartel de Medellín, que tinha como líder Pablo Escobar. Eurico levou o caso a CONMEBOL e conseguiu a anulação da partida. O julgamento demorou mais de um dia para ter seu veredito. Além da suspensão do resultado, o dirigente vascaíno conseguiu remarcar o jogo para um território neutro. Vasco e Nacional voltariam a se enfrentar em 13 de setembro, desta vez no estádio Santa Laura, no Chile. Apesar disso, o Vasco perdeu novamente, dessa vez por 1 a 0, e deixou a competição.

### A era de ouro (1992–2000)
Em 1994, o Vasco conquista o Tricampeonato Carioca, algo inédito na história do clube. No ano de 1996, Eurico conseguiu a oficialização do título Sul-Americano de 1948 na CONMEBOL. Por isso, o clube disputou a Supercopa Libertadores 1997, mesmo ainda sem ter conquistado o título da Libertadores propriamente dito. Também em 1996, Eurico anuncia a contratação de Edmundo. O atacante foi comprado por US$ 5 milhões de dólares. Nesse ano, o Vasco aplicou uma goleada no Flamengo, vencendo o rival por 4 a 1. Edmundo fez três gols. Em 1997, o Vasco volta a ser Campeão Brasileiro pela terceira vez, sendo Edmundo o artilheiro isolado do campeonato, marcando 29 gols em 27 jogos. Na semifinal, repetiu a dose do ano anterior: hat-trick contra o Flamengo, em mais uma vitória por 4 a 1. No primeiro jogo da final, contra o Palmeiras, no Morumbi, Edmundo havia sido expulso e não poderia jogar o segundo jogo no Maracanã. Entretanto, Eurico, nos bastidores, conseguiu achar uma brecha no regulamento e reverteu a decisão. Sendo assim, o craque vascaíno pôde atuar. Com a saída de Edmundo e Evair, Eurico anunciou, em janeiro os jogadores Donizete e Luizão, a nova dupla de ataque do Vasco para a disputa da Libertadores.
No final da década de 1990, a estabilização da moeda brasileira através do Plano Real criou um cenário econômico favorável para que vários grandes clubes brasileiros possuíssem investidores estrangeiros. Nesse período, uma série de contratos entre times e empresas foram firmados. É possível citar algumas parcerias: Palmeiras e Parmalat, Corinthians e Hick's Muse, Grêmio e ISL, Flamengo e ISL, Cruzeiro e Hick's Muse, Vitória e Banco Excel, Bahia e Banco Opportunity, entre outras. Todas essas parcerias, inicialmente, durariam décadas, e os investimentos variavam entre U$ 10 milhões e U$ 80 milhões de dólares. Alguns clubes, como o Corinthians, venderam o controle do futebol, algo semelhante as SAF's de hoje em dia. Nesse cenário, em fevereiro de 1998, Eurico começou negociações com o Bank of America para que houvesse um grande investimento no clube, especialmente por ser o ano do centenário. O Vasco era o atual campeão brasileiro e possuía um retrospecto vitorioso nos últimos anos, além de ter uma torcida nacional. Isso atraiu interesse do banco, como também o fato do clube ser gerido de maneira centralizadora por Eurico Miranda, o que facilitava as negociações. Por outro lado, o Vasco não tinha intenção de vender o controle do futebol e desejava manter sua autonomia. No mesmo mês, Vasco e Bank of America assinaram o contrato. Era, naquele momento o maior contrato da história do futebol brasileiro em valores. A ideia era aumentar, em três anos, o faturamento do Vasco, que girava em torno de R$ 15 milhões, para R$ 150 milhões, 
O acordo, inicialmente, cederia por dez anos a exploração da marca do clube. O contrato com o Bank of America permitiu ao Vasco montar elencos fortíssimos no futebol a partir de 1998. Fora dos gramados, iniciou um projeto olímpico visando as Olímpiadas de 2000 em Sydney e investindo em diversas modalidades, como basquete, vôlei, remo, atletismo, natação, surf, entre outras. Segundo Fernando Gonçalves, diretor da VGL (Vasco da Gama Licenciamentos), atuar em diversos esportes fazia parte da estratégia para fortalecer a marca Vasco. Segundo Eurico, o Vasco gastava cerca de 25% de seu orçamento com esportes olímpicos. Além disso, houve também nesse período a compra de cerca de 14.000m2 no entorno de São Januário, visando uma futura reforma e ampliação de São Januário, que ocorreria em breve, além de um terreno em Caxias, onde o clube faria um moderníssimo centro de treinamento.
Em 1998, o Vasco conquistou a Copa Libertadores da América, tornando-se o único clube do Brasil e um dos únicos do mundo a vencer um título continental no seu centenário. Na campanha, o clube passou pelos três últimos campeões — Cruzeiro (1997), Grêmio (1995) e River Plate (1996). Além disso, no mesmo ano, o Vasco venceu também o Campeonato Carioca, vencendo os dois turnos, e disputou a final da Copa Intercontinental contra o Real Madrid. Apesar da ótima atuação do Vasco na partida, os espanhóis venceram por 2 a 1.
Em 1999, o Vasco conquista o Torneio Rio-SP. Após o título, Eurico anuncia o retorno do atacante Edmundo, que havia sido vendido para a Fiorentina no ano anterior, para a disputa do Campeonato Carioca e Campeonato Brasileiro. O Vasco pagou U$ 15 milhões de dólares pelo jogador (o equivalente a cerca de R$ 100 milhões de reais em valores corrigidos), sendo, naquele momento, a contratação mais cara da história do futebol brasileiro. Atualmente, ela é a 4º maior. Também no início de 1999, o Vasco fecha um contrato de U$ 10,8 milhões no Vasco com a Procter & Gamble, que estamparia a marca Ace no uniforme do clube. Essa camisa tornou-se uma das mais emblemáticas da história do Vasco, sendo muito utilizada por torcedores até hoje. No final de 1999, o Vasco elaborou um projeto para a conquista do primeiro Mundial de Cubes FIFA, que seria disputado no Brasil. O clube já possuía um elenco forte e caro, mas se reforçou ainda mais. Em novembro de 1999, Eurico anuncia a contratação de Romário. A dupla de ataque formada ao lado de Edmundo seria a mais cara do Brasil: cada um recebia R$ 450 mil reais, algo próximo a R$ 2 milhões em valores atuais segundo o IPCA. Apesar de ser vice-presidente, Eurico indubitavelmente possuía mais poder político que o próprio presidente Antônio Soares Calçada, que tinha uma personalidade mais calma. Inicialmente, ele seria o candidato a presidência para o triênio 1997-2000, para enfrentar o então opositor Jorge Salgado, mas devido ao centenário do clube ocorrer em 1998, foi decidido que o Calçada deveria ocupar o cargo durante o ano emblemático. A sua força política aumentou com a conquista do Campeonato Brasileiro de 1997 e da Copa Libertadores da América de 1998, entre muitos outros títulos em diversos esportes. Eurico permaneceu como vice-presidente de futebol até Antônio Soares Calçada terminar o seu último mandato, quando voltou a concorrer à presidência, 14 anos após a sua última tentativa.
Em novembro de 2000, com o apoio de Calçada, Eurico Miranda foi eleito presidente do Club de Regatas Vasco da Gama pela primeira vez. Assumiu em 22 de janeiro do ano seguinte, quatro dias após o título da Copa João Havelange.

### Eurico alcança a presidência do Vasco (novembro/2000 – junho/2008)
No seu primeiro mandato, Eurico enfrentou uma forte crise financeira, especialmente devido ao rompimento com o Bank of America, principal investidor do clube, e ao embate com a Rede Globo. O banco norte-americano descumpriu o contrato com o Vasco da Gama e deixou de investir U$ 12 milhões de dólares no final de 2000. O Vasco, então, acionou a justiça para romper o acordo, e conseguiu vencer a ação contra o banco. Entretanto, a elevada folha salarial não pôde ser mantida e parte do time foi desmontada já em 2001.
Além disso, o dirigente gerou um atrito com a Rede Globo ao questionar o calendário do futebol de dezembro de 2000. Para não atrapalhar programação de fim de ano da emissora, o Vasco, que disputava, naquele momento, as fases finais da Copa Mercosul e do Campeonato Brasileiro, teria que chegar a fazer cinco jogos em dez dias. Segundo Oswaldo de Oliveira, treinador do clube na época, caso essa situação se mantivesse, o Vasco "deveria escolher um título para disputar e abrir mão do outro", tamanho o desgaste que o elenco sofreria. Eurico não concordou com tal situação e conseguiu mudar a data das partidas, prejudicando o programação da Globo. A cada problema que surgia, ficava evidente a ausência de Calçada. Visivelmente, Eurico já era o presidente de facto e direito, como já havia sido nos últimos anos, apesar de ainda não ter tomado posse.
O Vasco da Gama conseguiu vencer ambos os títulos: a Copa Mercosul e o Campeonato Brasileiro. O jogo contra o Palmeiras, pela final da Mercosul, é por muitos considerado um dos maiores jogos da história do Vasco e também do futebol brasileiro. O clube carioca iniciou perdendo por 3 a 0, mas restando apenas 45 minutos para o fim da partida e com um jogador a menos, conseguiu a virada em pleno Palestra Italia, conquistando a taça contra a fortíssima equipe palmeirense. Romário foi o grande destaque da noite, marcando três gols. Na primeira partida da final do Campeonato Brasileiro de 2000, ocorrida em São Januário, houve a queda do alambrado do estádio e centenas de feridos. Apesar disso, ninguém ficou ferido e cerca de uma hora depois os clubes estavam prontos para recomeçar a partida, entretanto, o governador Anthony Garotinho interviu e ordenou o cancelamento da partida. A disputa saiu dos gramados e foi para o tribunal esportivo, onde chegou a ser cogitado a ideia de que o título deveria ser concedido ao São Caetano, sem a remarcação da partida. Entretanto, isso não aconteceu, e um segundo jogo foi marcado.
No dia seguinte à queda do alambrado, a Rede Globo fez uma reportagem sobre o incidente. Essa matéria destacava Eurico expulsando feridos do campo e pedindo pelo reinício da partida logo após o acidente, o que não aconteceu. A emissora distorceu a ordem cronológica dos fatos, mostrando falas posteriores de Eurico, onde a situação já estava totalmente controlada e o jogo realmente iria recomeçar. No momento do acidente, a versão sem cortes mostra o dirigente preocupado com os feridos e pedindo prioridade no atendimento dos torcedores. Em 2023, no documentário "A Mão do Eurico", a Globo admitiu que "errou" em relação às imagens da reportagem.
Já em janeiro de 2001, com a partida remarcada para o Maracanã, Eurico estampou o logotipo do SBT na camisa do Vasco de maneira surpresa como resposta à emissora do canal 4. A direção da Globo, pega de surpresa, ficou enfurecida, mas nada podia fazer. O jogo todo foi transmitido dessa forma. A partir daí, houve um aumento da tensão entre o dirigente vascaíno e a emissora. O Vasco sagrou-se tetracampeão brasileiro. A Globo decide aplicar um torniquete financeiro no clube, bloqueando as cotas de TV por 18 meses. Em 2003, a Globo volta a estabelecer relações com o Vasco normalmente.
Em 2003, o Vasco conquistou o Campeonato Carioca, vencendo os dois jogos finais contra o Fluminense.
Em 8 de março de 2004, Eurico inaugurou, dentro de São Januário, o Colégio Vasco da Gama. O projeto pioneiro, que dura até os dias de hoje, permite que os atletas do clube tenham acesso à educação de qualidade. Vários atletas conhecidos e de sucesso estudaram no Colégio, como, por exemplo, Philippe Coutinho, Alex Teixeira, Alan Kardec, entre outros.
Na final do Campeonato Carioca de 2004, Eurico dizia já ter comprado o chope para comemorar o título vascaíno sobre o Flamengo. Entretanto, o clube acabou perdendo a taça para o rubro-negro e a torcida flamenguista cantava: ''Arerêêêê, o chope do Eurico eu vou beber!''
Em 2006, o Vasco, vindo de uma sequência de vitórias, chega na final da Copa do Brasil pela primeira vez na história, como favorito ao título, que seria disputado contra o Flamengo. Entretanto, a pausa de um mês para a disputa da Copa do Mundo pode ter revertido a situação. O Cruzmaltino perdeu os dois jogos, sendo o segundo marcado pela expulsão precoce do atacante Valdir Papel, que estava estreando como titular. O jogador cometeu duas faltas violentas e foi expulso logo no primeiro tempo. No mesmo ano, o Vasco terminou o Campeonato Brasileiro em 6º lugar, fazendo sua melhor campanha na competição desde 2000. Na última rodada, o clube carioca enfrentou o Figueirense e precisava da vitória, que garantiria a classificação para a Copa Libertadores da América. Nos minutos finais, o atacante vascaíno Leandro Amaral acertou um belo chute, mas a bola carimbou o travessão e o jogo terminou em 0 a 0, permitindo assim que o Paraná ficasse com a vaga na Libertadores.
Nas eleições para o mandato de 2007–2009, Eurico concorreu contra o antigo ídolo do clube, Roberto Dinamite. Eurico venceu por uma pequena diferença de 439 votos, mas foi acusado de compra de votos e adulteração do resultado das eleições. A oposição moveu duas ações judiciais questionando o resultado. Com o resultado das eleições sub judice, presidiu o clube  até meados de 2008.
Em 2008, ainda na gestão Eurico Miranda, o Vasco chegou a semifinal da Copa do Brasil. O Cruzmaltino, enfrentando o Sport (que viria a ser campeão), precisaria de ao menos de dois gols em São Januário para levar a decisão para os pênaltis, já que havia perdido o primeiro jogo em Recife por 2 a 0. A torcida lotou o estádio e protagonizou uma festa histórica, com direito a sinalizadores e mais de dez minutos de fogos na entrada das equipes. Durante a partida, o Vasco teve um gol anulado e um jogador expulso. Aos 46' do segundo tempo, Edmundo marca o gol do empate. Mas a alegria durou pouco: a disputa foi para os pênaltis e o herói tornou-se vilão. Edmundo foi o primeiro a bater e chutou para fora. O Sport acertou todas as cobranças e conseguiu a vaga para a final.
Em junho de 2008, por determinação da Justiça, foram realizadas novas eleições. Eurico tentou de todas as maneiras impedir a realização de novas eleições, chegando até mesmo a interditar o Calabouço, uma das sedes do clube onde as mesmas seriam realizadas. Por fim, sem saída, aceitou o novo pleito, porém recusou-se a se candidatar novamente indicando em seu lugar o benemérito e amigo de longa data, Amadeu Pinto da Rocha. Por fim, a chapa a qual apoiava acabou por perder, pondo fim a mais 40 anos de influência direta de Eurico no executivo vascaíno.
Em janeiro de 2010, a chapa composta por Eurico Miranda e Silvio Godoi vence, com ampla maioria, a eleição para a presidência do Conselho de Beneméritos do Club de Regatas Vasco da Gama. Neste período, como presidente do Conselho de Beneméritos, Eurico se firmou como um dos principais opositores à gestão de Roberto Dinamite.

### A volta ao Vasco (2015–2017)
Em novembro de 2014, foi eleito para seu 4º mandato como presidente do Vasco com mais de 50% dos votos em eleição com recorde de participantes. A situação financeira do Vasco era extremamente crítica, com uma dívida que beirava os R$ 700 milhões, praticamente triplicada pela gestão Roberto Dinamite, que, segundo a própria, encontrou uma dívida de R$ 250 milhões em julho de 2008. O patrimônio do clube estava completamente abandonado, os salários estavam atrasados e o Vasco precisava quitar uma dívida de R$ 12 milhões com a Caixa Econômica Federal, referente a certidão negativa de débito. Por ser uma estatal, a Caixa exigia isso para renovar o patrocínio. Ainda no ano de 2014, o assunto foi tratado como prioridade. Eurico conseguiu a verba imediatamente e renovou o contrato até 2017.
No início de sua gestão esportiva, em 2015, o Vasco eliminou o favorito Flamengo na semifinal do Campeonato Carioca, vencendo por 1 a 0 com um gol do atacante Gilberto, de pênalti. Após o jogo, Eurico concede uma entrevista e emplaca o slogan "O respeito voltou.". Neste mesmo torneio o Vasco sagrou-se o campeão carioca, vencendo o Botafogo e encerrando um jejum de 12 anos sem conquistar o título. Foi a primeira vez na história que o Vasco foi campeão numa final contra o Botafogo.
Também em 2015, o Vasco eliminou o novamente Flamengo, dessa vez pelas oitavas de final da Copa do Brasil, jogo que ficou marcado pelo gol do atacante Rafael Silva nos minutos finais.
Conhecido por suas bravatas, sendo a mais conhecida a de que o Vasco não cairia para a segunda divisão com o seu comando, no Campeonato Brasileiro, Eurico viu o time realizar um primeiro turno pífio, acumulando apenas 13 pontos. O presidente manteve o discurso de que o Vasco não cairia em seu mandato, chegando a afirmar que iria para a Sibéria caso isso acontecesse. No segundo turno, com a chegada do meia Nenê, ex-Paris Saint-Germain, o Vasco iniciou uma reação espetacular e por pouco não conseguiu a permanência. No dia 6 de dezembro de 2015, Eurico viu o Vasco ser rebaixado pela terceira vez em sua gloriosa história, sendo a primeira com sua participação.Em 2016, o Vasco conquistou o bicampeonato carioca após 23 anos, vencendo novamente o Botafogo na final. Foi a sexta vez na história que o Cruzmaltino venceu um estadual sem perder nenhuma partida. No Campeonato Brasileiro da Série B, o Vasco se isolou na liderança logo de cara. A equipe bateu o seu recorde histórico de invencibilidade nessa competição, ficando 34 partidas sem perder, igualando o Expresso da Vitória. Entretanto, nas últimas rodadas, uma queda de rendimento repentina do elenco fez com que o clube terminasse a competição apenas em 3º lugar. Na parte administrativa, Eurico fez um trabalho de reconstrução. O clube manteve os salários em dia ao longo de todo o ano e inaugurou o CAPRRES, um moderno centro de prevenção e recuperação de lesões.
Em 2017, o Vasco conquistou a Taça Rio, porém deixou escapar a oportunidade conquistar o tricampeonato estadual. Antes do início do Campeonato Brasileiro, Eurico prometeu que a equipe "vai para as cabeças" e garantiu que o clube conseguiria o acesso para a Libertadores da América. Dessa vez, o dirigente cumpriu a promessa. Na última rodada, o Vasco venceu a Ponte Preta por 2 a 1 em São Januário e terminou o Brasileirão em 7º lugar, voltando a disputar a Libertadores após cinco anos.
O cartola deixou a presidência do Vasco em janeiro de 2018.

### Relacionamento com a Federação de Futebol do Estado do Rio de Janeiro
A partir da ascensão de Eurico Miranda no Vasco e de Eduardo Viana (apelidado de "Caixa D'água") na Federação de Futebol do Estado do Rio de Janeiro em 1986, parte da imprensa (mais comumente o jornalista Renato Maurício Prado) tem afirmado uma ligação entre ambos os citados, o que supostamente teria resultado em benefícios ao Vasco no Campeonato Carioca de Futebol durante este período. Porém, nada jamais foi provado. O grupo Casaca! (que apoia Eurico Miranda) contestou a teoria de que o Vasco seria beneficiado pela Federação em função de Eurico, fazendo um levantamento sobre o período de 1986 a 2006 (em que tanto Eurico esteve à frente do Vasco quanto Eduardo Viana à frente de Federação), mostrando que neste período o Vasco foi decisivamente prejudicado pela arbitragem nos Campeonatos Cariocas de 1986, 1996, 1999, 2000, 2001, 2004 e 2005, anos em que o Vasco não conseguiu o título, e citando erros da arbitragem contra o Vasco também em anos em que o Vasco acabou sendo campeão (1987, 1988, 1992, 1994, 2003).

## Vida política
Em 1990, Eurico decidiu se candidatar a deputado federal pelo PL, apesar de já ter o cargo de vice-presidente do Vasco da Gama. Não conseguiu ser eleito, mas nas eleições de 1994 voltou a se candidatar, agora pelo PPB, e conseguiu ser eleito para deputado federal pelo estado do Rio de Janeiro.
Em 1998 foi novamente eleito, mas em 2001 foi pedida a cassação do seu mandato por efetuar uma operação de câmbio não autorizada. Eurico foi acusado de promover evasão de divisas do país. Apesar disso, Eurico voltou a concorrer nas eleições de 2002, porém não foi eleito, perdendo assim a imunidade parlamentar.
Em 2006, Eurico teve a sua candidatura indeferida pelo TRE do Rio de Janeiro. Segundo o argumento da juíza Jaqueline Montenegro, por falta de condições morais para exercer um mandato. Porém Eurico recorreu da decisão e no mês seguinte teve a sua candidatura confirmada pelo TSE.
Eurico, enquanto deputado federal, afirmava que as pessoas não teriam o direito de cobrá-lo "saúde, moradia e educação", pois o mesmo foi eleito apenas prometendo defender os interesses do Vasco da Gama. "Eu não sou representante do povo. Sou representante do Vasco", dizia.

## Processos judiciais
Ao longo da sua vida pessoal e política, Eurico esteve sempre envolvido em processos judiciais contra si.
Em audiência em 1977, confessou ter se apossado indevidamente de uma quantia do condomínio Serra da Amazônia, onde morava e era síndico.  Um laudo pericial, exigido pelo síndico que o sucedeu, concluiu que a administração do dirigente deixara o condomínio deficitário em 43 365 cruzeiros, o equivalente, em 2008, a cerca de 60 mil reais. Eurico concordou em saldar o débito.
Em 2001, Eurico foi multado em 150 salários mínimos pelos incidentes ocorridos num jogo do Campeonato Brasileiro entre Vasco da Gama e Gama.
O ano de 2004 foi particularmente cheio de processos judiciais para Eurico. Em Fevereiro foi decretada a sua prisão por não ter comparecido a um julgamento sem dar explicações. No mês seguinte foi condenado a seis meses de prisão por ter agredido o jornalista Carlos Monteiro, porém recorreu e teve a prisão convertida em multa a ser paga ao agredido. Em abril foi a vez de Eurico processar um jornalista, mas também perdeu a ação movida. Eurico alegou que se sentiu ofendido pelas expressões "pernicioso" e "euricadas" usadas pelo jornalista Juca Kfouri na sua coluna no jornal LANCE!. Em outra ação contra a imprensa, agora a Infoglobo, Eurico pediu uma indenização pela notícia publicada em 21 de julho de 2002 pelo jornal Extra que o acusava de desviar 20 milhões de reais do patrimônio do Vasco da Gama. Além de perder o caso, Eurico foi ainda obrigado a pagar os custos processuais e honorários dos advogados.
Por suspeita de desvio de dinheiro, uma nova investigação foi iniciada em 2007. Em questão está a venda do jogador Paulo Miranda, em 2001, para o clube francês Bordeaux. O empresário Logbi Henouda, que participou da negociação, afirma que o Bordeaux pagou 5,94 milhões de dólares pelo jogador, mas que Eurico Miranda declarou apenas 2 milhões de dólares.

### CPI do Futebol
Em 2001, Eurico Miranda foi alvo de uma série de denúncias na imprensa sobre diversas irregularidades em sua administração como vice-presidente e depois como presidente do Vasco. Houve uma Comissão Parlamentar de Inquérito (CPI) para apurar irregularidades na administração do futebol brasileiro e Eurico Miranda foi um dos acusados no relatório final da CPI. Foi aberto um processo de cassação contra ele, mas sua cassação não foi aprovada. Como Eurico não foi reeleito deputado em 2002, perdeu a imunidade parlamentar e teve abertos vários processos contra si na justiça.
Em 2006 foi aberto um novo processo judicial contra Eurico, agora por apropriação indébita. A acusação foi o resultado das investigações feitas pela CPI. De acordo com o Ministério Público, Eurico Miranda, enquanto presidente do Vasco da Gama, deixou de recolher contribuições previdenciárias, lesando o INSS. Além de Eurico, também foram acusados Antônio Soares Calçada, ex-presidente vascaíno, e Amadeu Pinto da Rocha, vice-presidente. Em 2007 foi conhecida a decisão do tribunal e Eurico foi condenado a 10 anos de prisão e ao pagamento de uma multa de 53 mil reais. Entretanto ele tem o direito de recorrer em liberdade e o processo está de volta aos tribunais.
No dia 18 de abril de 2008, a Quinta Turma do Superior Tribunal de Justiça anulou, por unanimidade, a sentença, baseada na CPI do Futebol, que condenava Eurico.

### Briga com a Globo
Desde o acidente ocorrido na final da Copa João Havelange, onde 168 pessoas ficaram feridas, que Eurico Miranda tem tido problemas com a Rede Globo. Eurico acusa a emissora de formar opiniões, jogando as pessoas contra ele. A Rede Globo por sua vez alega que Eurico, através da VGL, deve à empresa 19 milhões de reais, referente a um empréstimo feito ao clube.
Como provocação, no último jogo da Copa João Havelange, Eurico fez o clube entrar em campo com o logotipo do SBT, emissora concorrente da Rede Globo. Isso aumentou ainda mais a briga entre a emissora e Eurico.
Eurico brigou com a emissora depois que a mesma deixou de cumprir suas obrigações com o clube referente aos direitos de transmissão durante quase um ano.

### Período afastado do Vasco
Após sua chapa ser derrotada nas eleições para o Conselho Deliberativo nas eleições de 2008, Eurico passou um período afastado do Vasco, clube no qual esteve presente nos últimos 40 anos. Após a posse da nova diretoria, sua presença em São Januário tornou-se rara, apesar de possuir o título de Grande Benemérito do clube. Neste período Eurico retomou suas atividades no ramo da advocacia, já que possuía um escritório no centro da cidade do Rio de Janeiro. Sem a pesada rotina de dirigente esportivo, Eurico passou mais tempo junto à sua família e viajava com frequência para sua casa em Angra dos Reis.

## Títulos

### Vasco da Gama
Como vice-presidente de futebol (1986–2000)
- Copa Libertadores da América: 1998
- Copa Mercosul: 2000
- Copa Ouro de Los Angeles: 1987
- Campeonato Brasileiro: 1989, 1997 e 2000
- Torneio Rio–São Paulo: 1999
- Torneio João Havelange: 1993
- Campeonato Carioca: 1987, 1988, 1992, 1993, 1994 e 1998
- Copa Rio Estadual: 1992 e 1993
- Taça Guanabara: 1986, 1987, 1990, 1992, 1994, 1998 e 2000
- Taça Rio: 1984, 1988, 1992, 1993, 1998 e 1999
- Taça Brigadeiro Jerônimo Bastos: 1988
- Terceiro Turno do Campeonato Carioca: 1997
- Torneio Extra/Adolpho Bloch: 1990
- Campeonato da Capital: 1992
- Torneio Cidade de Juiz de Fora: 1986 e 1987
- Troféu Governador Henrique Santillo: 1989
- Copa TAP: 1987
- Torneio Triangular de Dakar: 1987
- Troféu Ramón de Carranza: 1987, 1988 e 1989
- Torneio Cidade de Metz: 1989
- Troféu Amadeu Pinto da Rocha: 1990
- Torneio da Amizade: 1991
- Troféu Cidade de Barcelona: 1993
- Troféu Cidade de Zaragoza: 1993
- Torneio Triangular da Índia: 1993
- Copa Diário La Capital: 1994
- Troféu Cidade de Palma de Mallorca: 1995
- Troféu Achille e Cesare Bortolotti: 1997

Como presidente (2001–jun/2008, 2015–2017)
- Campeonato Carioca: 2003, 2015 e 2016
- Taça Guanabara: 2003 e 2016
- Taça Rio: 2001, 2003, 2004 e 2017

### Seleção Brasileira
Como diretor de futebol
- Copa América: 1989

## Curiosidades
- - Eurico integrou a gestão do Vasco da Gama, com cargos variados, por 42 anos: de 1969 a 2008 e de 2015 a 2017.
  - Nos últimos trinta anos antes da chegada de Eurico, o Vasco havia vencido apenas cinco títulos (quatro estaduais e um Campeonato Brasileiro). Em 1986, Eurico assume Vice-Presidência de futebol. Oito anos depois, o Vasco já havia vencido seis títulos, incluindo o Campeonato Brasileiro de 1989.
  - Eurico foi o criador da Copa do Brasil, em 1989, quando era diretor de futebol da CBF.
  - Roberto Dinamite declarou, em 1980, que foi Eurico Miranda o responsável pela sua volta ao Vasco da Gama. O atleta já estava apalavrado com o Flamengo até a intervenção do dirigente vascaíno.
  - Enquanto Eurico esteve no Vasco, o clube recebia o maior valor do país em cotas de TV, junto ao Flamengo, São Paulo, Palmeiras e Corinthians. Em 2011, esse contrato com a televisão foi desfeito pela gestão vigente. Flamengo e Corinthians passaram a receber praticamente o dobro do Vasco.
  - Eurico comprou 40 mil ovos de páscoa para a torcida vascaína na final da Taça Guanabara de 2000. O Vasco venceu o Flamengo por 5x1. O jogo ficou conhecido como "chocolate vascaíno".
  - O ex-goleiro e ídolo vascaíno Barbosa declarou que, no fim de sua vida, atravessando dificuldades financeiras e morando sozinho, Eurico foi o único que lhe procurou e ofereceu um salário pago pelo Vasco.
  - No período em que Eurico esteve no comando do Vasco, o clube venceu mais títulos e taças do que seus rivais Flamengo, Fluminense e Botafogo, e também possui mais vitórias do que derrotas em relação aos três rivais.
  - Antes de Eurico assumir o futebol do Vasco, clube havia perdido as últimas cinco finais disputadas contra o Fluminense. Depois que Eurico assume, o Vasco disputou oito taças contra o clube das Laranjeiras e venceu todas.
  - Eurico foi o responsável pela contratação mais cara da história do futebol brasileiro na época: Edmundo, em 1999, por U$ 15 milhões (R$ 100 milhões em valores atuais). Atualmente, é a squarta contratação mais cara já feita no Brasil.
  - Em março de 2012, Eurico acusou o MUV, grupo de oposição ao mesmo, de estar planejando a venda do clube. Em 2022, dez anos depois. este mesmo grupo vendeu 70% do futebol do Vasco da Gama para a 777 Partners.
  - Em junho de 2008, quando Eurico deixa a presidência, o Vasco estava há 108 rodadas sem ir para a zona de rebaixamento. Após a posse de Roberto Dinamite, em menos de três meses, o Vasco era lanterna do Campeonato Brasileiro e acabou sendo rebaixado pela primeira vez na história.
  - Eurico já declarou que "vencer o Flamengo é melhor do que sexo". O dirigente também considerava o Clássico dos Milhões um "campeonato à parte".
  - Na final do Campeonato Carioca de 2004, Eurico dizia já ter comprado o chope para comemorar o título vascaíno sobre o Flamengo. Entretanto, o clube acabou perdendo a taça para o rubro-negro e a torcida flamenguista cantava: ''Arerêêêê, o chope do Eurico eu vou beber!''
  - Eurico afirmava que o seu charuto era uma forma de demonstrar poder.
  - Em 1999, após a o Vasco ter conquistado o Torneio Rio-SP, Eurico disse ter tirado parte do prêmio de campeão do elenco vascaíno por ter perdido de 4 a 2 para o Fluminense durante a competição. O dirigente disse que "quem perde para time de terceira divisão deve ser multado", a fim de provocar o tricolor. Por outro lado, fez uma promessa: se o Vasco vencesse o Fluminense por três gols no próximo jogo, ele devolveria o dinheiro. Dito e feito: o Vasco derrotou o Flu por 3 a 0 no Maracanã diante de 130 mil pessoas e deu prejuízo à Eurico.
  - Eurico, enquanto deputado federal, afirmava que as pessoas não teriam o direito de cobrá-lo "saúde, moradia e educação", pois o mesmo foi eleito apenas prometendo defender os interesses do Vasco da Gama. "Eu não sou representante do povo. Sou representante do Vasco", dizia.

## Morte
Morreu no dia 12 de março de 2019, aos 74 anos. Eurico faleceu em um hospital na Barra da Tijuca, Zona Oeste do Rio de Janeiro, vítima de câncer no cérebro. Nos últimos meses, o dirigente não havia feito aparições públicas. Seu estado de saúde se agravou, inclusive com dificuldade para se alimentar. Seu corpo foi velado na Capela de Nossa Senhora das Vitórias, dentro do Complexo Esportivo de São Januário, e contou com a presença de torcedores e dirigentes esportivos. O enterro de Eurico Miranda foi no cemitério São João Batista, em Botafogo, Zona Sul do Rio de Janeiro. Ele deixou quatro filhos e sete netos.